# Longview (zespół muzyczny)
Longview to amerykańska supergrupa grająca muzykę typu bluegrass, założona w 1995.

## Skład
- James King - gitarzysta, wokalista
- Dudley Cornell - gitarzysta, wokalista
- Don Rigsby - mandolinista
- Glen Duncan - fiddle
- Joe Mullins - banjo
- Marshall Wilborn - kontrabas

## Dyskografia
- Longview (1997)
- High Lonesome (1999)
- Lessons in Stone (2002)